# Jane C. Loudon
Jane (C.) Wells Webb Loudon, född 19 augusti 1807, död 13 juli 1858, var en tidig  science fiction-pionjär, men eftersom det var innan termen slagit igenom, räknades hon i stället som gotisk fiktion, alternativt fantasy eller skräck.[källa behövs] Hon är dock främst känd för instruktioner i trädgårdsarbete, och bidrag till sin make John Claudius Loudons arbete. Auktorsnamnet J.W.Loudon kan användas för Jane C. Loudon i samband med ett vetenskapligt namn inom botaniken; se Wikipediaartiklar som länkar till auktorsnamnet.

## Verk
- The Mummy!: Or a Tale of the Twenty-Second Century (1827) [2]
- Stories of a Bride (1829)
- Young Ladies Book of Botany (1838)
- Gardening for Ladies (1840)
- Botany for Ladies (1842)
- The Ladies Magazine of Gardening (1842)
- The Ladies Companion to the Flower Garden (fyra volymer, 1840–44)
- My Own Garden (1855)